# Сан Фока (Лече)
Сан Фока (итал. San Foca) је насеље у Италији у округу Лече, региону Апулија.
Према процени из 2011. у насељу је живело 354 становника. Насеље се налази на надморској висини од 6 м.